# Петко Петков (музикант)
Вижте пояснителната страница за други личности с името Петко Петков.
Петко Петков е български поппевец. Член е на групите Студио В и Трамвай номер 5.

## Личен живот
Петков и съпругата му Ани имат две дъщери и трима внуци. По-малката им дъщеря е примабалерината Марта Петкова.